# Simon von Solms (Domherr, † 1398)
Simon von Solms (* im 14. Jahrhundert; † 1398) war ein römisch-katholischer Geistlicher und Domherr in Münster und Domdechant in Köln.

## Leben

### Herkunft und Familie
Simon von Solms entstammte dem Hochadelsgeschlecht Solms und war der Sohn des Grafen Heinrich zu Solms, genannt von Westerburg († vor 1311) und dessen Gemahlin Elisabeth (Lisa) zur Lippe († 1325), Tochter von Bernhard IV. zur Lippe. Sein Bruder Heinrich zu Solms († 1353) war mit Sophia von Ahaus († 1358) verheiratet. Sie war die Tochter des Otto von Ahaus-Ottenstein. So kam die Burg Ottenstein in den Besitz der Grafenfamilie von Solms. Aus der Ehe des Heinrich und der Sophia sind u. a. die Kinder Lisa, Äbtissin in Nottuln, die münsterschen Domherren Otto und Simon sowie der Dompropst Heinrich hervorgegangen.

### Wirken
Simon wird als Domherr zu Münster erstmals urkundlich im Jahre 1313 erwähnt. Am 14. Januar 1323 kam er in den Besitz der Dompräbende des Kölner Domherrn Wilhelm von Helfenstein. Seit dem Jahre 1364 als Domscholaster tätig, wurde er hier im Jahr darauf zum Domdechanten gewählt. Die Quellenlage gibt über seinen weiteren Lebensweg keinen Aufschluss.